# Kybos populi
Kybos populi är en insektsart som först beskrevs av Edwards 1908.  Kybos populi ingår i släktet Kybos och familjen dvärgstritar. Arten är reproducerande i Sverige. Inga underarter finns listade i Catalogue of Life.

## Bildgalleri

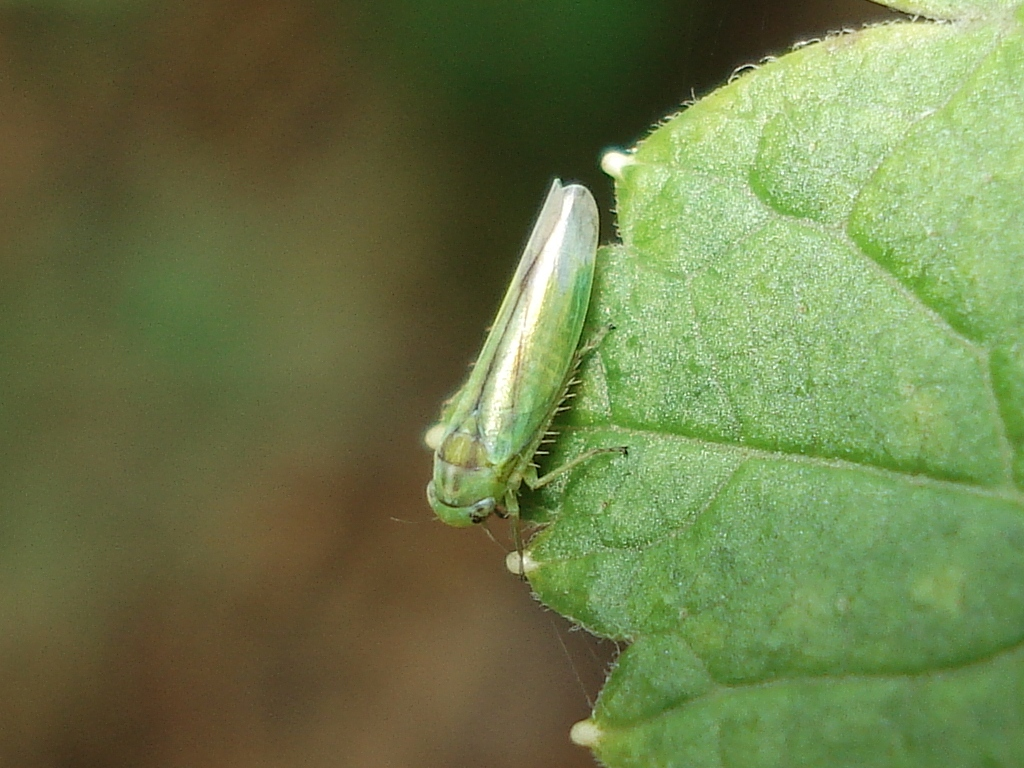